# Barbace
Barbace (izvirno srbsko Барбаце) je naselje v Srbiji, ki upravno spada pod Občino Trgovište; slednja pa je del Pčinjskega upravnega okraja.

## Demografija
V naselju, katerega izvirno (srbsko-cirilično) ime je Барбаце, živi 140 polnoletnih prebivalcev, pri čemer je njihova povprečna starost 51,0 let (49,3 pri moških in 52,7 pri ženskah). Naselje ima 61 gospodinjstev, pri čemer je povprečno število članov na gospodinjstvo 2,52.
To naselje je, glede na rezultate popisa iz leta 2002, večinoma srbsko, a v času zadnjih treh popisov je opazno zmanjšanje števila prebivalcev.
|  |

| Demografija | Demografija     | Demografija     |
| Leto        | Št. prebivalcev | Št. prebivalcev |
| ----------- | --------------- | --------------- |
|             |                 |                 |
|             |                 |                 |
|             |                 |                 |
|             |                 |                 |
| 1948        | 439             |                 |
| 1953        | 439             |                 |
| 1961        | 421             |                 |
| 1971        | 382             |                 |
| 1981        | 286             |                 |
| 1991        | 214             | 210             |
| 2002        | 157             | 154             |
|             |                 |                 |

| Etnična sestava po popisu iz leta 2002 | Etnična sestava po popisu iz leta 2002 | Etnična sestava po popisu iz leta 2002 | Etnična sestava po popisu iz leta 2002 | Etnična sestava po popisu iz leta 2002 |
| -------------------------------------- | -------------------------------------- | -------------------------------------- | -------------------------------------- | -------------------------------------- |
| Srbi                                   | Srbi                                   |                                        | 152                                    | 98,70%                                 |
| Neznano                                | Neznano                                |                                        | 2                                      | 1,29%                                  |